# أليكس رايلي
كيفن روبرت كيلي (بالإنجليزية: Alex Riley) المسمى بالكس رايلي ولد 28 أبريل 1981 في فيرجينيا وهو مصارع احترافي أمريكي داخل الحلبة ويعمل حالياً في اتحاد المصارعة "wwe " ويعمل في جميع عروضها التلفزيونية بدون تحديد وكان أحد أعضاء "nxt" الموسم الثاني.

## عملة كمصارع
وقع رايلي مع wwe في2007 وكعادة كل القادمين الجدد تأهل في "fcw" باسمه الحقيقي وكان يخسر اغلب مبارياته. وفي ايلول 2008 غير اسمه إلى «كارسن اوكلي» وبعدها في نوفمبر سمي نفسة باليكس رايلي وكان دوره كلاعب يهزمه الجميع. وفي مارس 2010 فاز بلقب الوزن الثقيل لfcw وخسره في يوليو وبعدها ذهب للعروض الكبيرة ل wwe بعد جعله مساعداً لذا ميز وانتهت علاقتهما بعد خسارة ذا ميز مع جون سينا واتهمه هو بالخسارة وامتازت الأشهر بعد هذا بعداوتهٍ مع ذا ميز وبعدها أصبح دورة قليل ومحدود.

## معلومات الجسم
- الطول 190 سم
- الوزن 107 كغ

## روابط خارجية
- أليكس رايلي على موقع IMDb (الإنجليزية)
- أليكس رايلي على موقع دبليو دبليو إي (الإنجليزية)
- أليكس رايلي على موقع CageMatch worker (الإنجليزية)
- أليكس رايلي على موقع عالم المصارعة على الإنترنت (الإنجليزية)
- أليكس رايلي على موقع عالم المصارعة على الإنترنت (الإنجليزية)